# Liste der Baudenkmäler in Heisingen
Die Liste der Baudenkmäler in Heisingen enthält die denkmalgeschützten Bauwerke auf dem Gebiet von Essen-Heisingen, Stadtbezirk VIII, in Nordrhein-Westfalen (Stand: Oktober 2018). Diese Baudenkmäler sind in der Denkmalliste der Stadt Essen eingetragen; Grundlage für die Aufnahme ist das Denkmalschutzgesetz Nordrhein-Westfalen (DSchG NRW).

| Bild                                      | Bezeichnung                                        | Lage                                                    | Beschreibung | Bauzeit                           | Eingetragen seit   | Denkmal- nummer |
| ----------------------------------------- | -------------------------------------------------- | ------------------------------------------------------- | --- | --------------------------------- | ------------------ | --------------- |
| Fachwerkhaus                              | Fachwerkhaus                                       | Am Krusen 3 Karte                                       | | 1786                              | 10. Juli 1986      | 132             |
| Altenteil Stemmerhof                      | Altenteil Stemmerhof                               | Bahnhofstraße 35 Karte                                  | 1892 wurde auf einer Parzelle des ehemaligen Stemmerhofes die III. evangelische Volksschule Heisingens, zweiklassig für Mädchen und Jungen, errichtet. | um 1800                           | 9. Januar 1986     | 106             |
| Maschinenhaus der Zeche Hundsnocken       | Maschinenhaus der Zeche Hundsnocken                | Carl-Funke-Straße                                       | | 1841                              | 10. Juli 1986      | 133             |
| weitere Bilder                            | Pförtnerhaus und Fördergerüst der Zeche Carl Funke | Carl-Funke-Straße Karte                                 | | 1920–1926                         | 2. September 1988  | 335             |
| weitere Bilder                            | Siedlung Carl Funke / 5 Wohnhäuser                 | Carl-Funke-Straße 3/5, 11/13, 19/21, 27/29, 35/37 Karte | | 1900–1901                         | 14. Mai 1987       | 324             |
| weitere Bilder                            | Siedlung Carl-Funke / 4 Wohnhäuser                 | Carl-Funke-Straße 7/9, 15/17, 23/25, 31/33 Karte        | | 1900–1901                         | 14. Mai 1987       | 322             |
| weitere Bilder                            | Siedlung Carl-Funke / 2 Wohnhäuser                 | Carl-Funke-Straße 28/30, 32/34 Karte                    | | 1900–1901                         | 14. Mai 1987       | 221             |
| ehemaliges Rathaus Heisingen              | ehemaliges Rathaus Heisingen                       | Hagmanngarten 5 Karte                                   | Nach Plänen des Bredeneyer Architekten Wilhelm Rümke für die Bürgermeisterei Heisingen errichtet, die nach der Eingemeindung 1929 an die Stadt Essen fiel. | 1910–1911                         | 14. Mai 1987       | 329             |
| weitere Bilder                            | Haus Heisingen                                     | Haus Heisingen 1–13 Karte                               | ehemaliges Rittergut | Ursprung etwa 12. Jahrhundert     | 14. Februar 1985   | 57              |
| Fachwerkhaus mit Schuppen                 | Fachwerkhaus mit Schuppen                          | Heisinger Straße 338 / Buschkampstraße 30 Karte         | | Anfang 19. Jahrhundert            | 13. September 1990 | 633             |
| Wohnhaus                                  | Wohnhaus                                           | Heisinger Straße 340 / Buschkampstraße 30 Karte         | Das ca. 55 Quadratmeter große Fachwerkhaus gehörte zum benachbarten Buschkampskotten aus dem Jahr 1766. Anfang 2023 wurde es aus statischen Gründen abgerissen. | Anfang 19. Jahrhundert            | 13. September 1990 | 634             |
| Jugendhalle Heisingen                     | Jugendhalle Heisingen                              | Heisinger Straße 500a Karte                             | | 1913–1914                         | 13. September 1990 | 635             |
| Fachwerkhaus                              | Fachwerkhaus                                       | Kofeldhöhe 11a Karte                                    | zunächst Wohnhaus, seit 1784 älteste evangelische Schule in Heisingen, später wieder Wohnhaus | um 1680                           | 14. November 1991  | 749             |
| Fachwerkhaus                              | Fachwerkhaus                                       | Krapenbrink 7 Karte                                     | Altenteil des ehemaligen Krampenhofes, 1858/92 fand hier auch ein Schulbetrieb statt, 1976 transloziert | um 1800                           | 23. November 1989  | 531             |
| Wohnhaus                                  | Wohnhaus                                           | Lanfermannfähre 76 Karte                                | | 1867                              | 13. September 1990 | 636             |
| Fachwerkhaus                              | Fachwerkhaus                                       | Lelei 24 Karte                                          | | Erste Hälfte des 19. Jahrhunderts | 14. Mai 1987       | 325             |
| Fachwerkgebäude                           | Fachwerkgebäude                                    | Nottekampsbank 98a Karte                                | Anfang des 21. Jahrhunderts grundlegend renoviertes Leibgedinge des ehemaligen Bergmannshofes, dessen niedersächsisches Bauernhaus 1865, am Tage der Heisinger Kirmes, niedergebrannt war. Nach dem Brand zogen der Bauer Bergmann und seine Frau hierhin. 1933 kaufte der Bauer Schleipmann das Hofgelände. Das erhaltene Fachwerkhaus gehört heute einer Erbengemeinschaft. | 18./19. Jahrhundert               | 13. September 1990 | 637             |
| Wohnhaus                                  | Wohnhaus                                           | Nottekampsbank 100 Karte                                | Fachwerk-Lehmbau, 1994/95 grundlegend renoviert | Anfang 18. Jahrhundert            | 13. November 1989  | 532             |
| ehemaliges Schleusenwärterhaus Rote Mühle | ehemaliges Schleusenwärterhaus Rote Mühle          | Rotemühle 1 Karte                                       | heute Restaurant | Anfang 19. Jahrhundert            | 9. Januar 1986     | 107             |
| Stollenmundlöcher                         | Stollenmundlöcher                                  | Stauseebogen Karte                                      | Die Stollenmundlöcher gehören zu den damaligen Zechen Voßhege und Wasserschnepfe. | um 1800                           | 14. Februar 1985   | 58              |
| Werksgebäude ehemaligen Glashütte         | Werksgebäude ehemaligen Glashütte                  | Wuppertaler Straße 426a Karte                           | Glashüttenbetrieb etwa bis 1780, danach Unterbringung von Bergleuten der nahe gelegenen Stollenzechen; Zustand baufällig (September 2012) | 1751                              | 6. September 2005  | 941             |